# 阿尔克和瑟南站
阿尔克和瑟南站，有时又写为"阿尔克-瑟南站"，是法国的一个铁路乘降所，位于法国东部市镇阿尔克和瑟南。

## 位置
阿尔克和瑟南站位于阿尔克和瑟南市区的西部，第戎－瓦洛尔布铁路385.873公里处，也是弗朗诺瓦－阿尔克和瑟南铁路的终点，距离贝桑松大约34公里。车站大致呈西北-东南走向，开口朝东北。

## 站台设置
| 西南↑ |             |                  |  |
|       | 侧式        |                  |  |
| 2道   |             | 多勒/贝桑松方向→ |  |
| 1道   |             | ←隆斯/穆沙尔方向 |  |
|       | 侧式 主站房 |                  |  |
| 东北↓ |             |                  |  |

## 停靠线路
以下列车线路在阿尔克和瑟南站停靠：
| 阿尔克和瑟南站列车线路表           |      |           |        |              |
| 线路                               | 车种 | 上一站    | 下一站 | 大致运行频率 |
| 贝尔福/贝桑松—里昂帕丢/佩拉什      | TER  | 贝桑松    | 穆沙尔 | 每天5趟左右  |
| 贝桑松—隆斯勒索涅/布雷斯堡         | TER  | 贝桑松    | 穆沙尔 | 每天4趟左右  |
| 贝桑松—穆沙尔/隆斯勒索涅           | TER  | 比昂/列勒 | 穆沙尔 | 每天4趟左右  |
| 贝桑松—圣克洛德                    | TER  | 贝桑松    | 穆沙尔 | 每周五1趟    |
| 多勒—穆沙尔/昂德洛/蓬塔列/圣克洛德 | TER  | 蒙巴雷    | 穆沙尔 | 每天5趟左右  |
| 1.                                 |      |           |        |              |

## 配套交通

### 长途客车
| 停靠阿尔克和瑟南站的大巴车 |          |                                                                                    |
| 上下车地点                 | 运营单位 | 主要线路及目的地                                                                   |
| 阿尔克和瑟南站门口         | Car TER  | 多勒 · 穆沙尔 当某条铁路线施工或罢工时，SNCF可能也会提供途径该线路沿途站点的大巴车 |
| 1. 2.                      |          |                                                                                    |

### 城市公共交通
阿尔克和瑟南站附近暂无城市公共交通线路。

### 社会车辆
阿尔克和瑟南站门口设有社会车辆停车场。

## 临近车站
| 阿尔克和瑟南站（Gare d'Arc-et-Senans） |                            |                |
| 上行车站                               | 线路                       | 下行车站       |
| 蒙巴雷站 11.9km ←                      | 第戎－瓦洛尔布铁路         | 穆沙尔 → 6.4km |
| 列勒站 5km ←                           | 弗朗诺瓦－阿尔克和瑟南铁路 | （终点）       |
| - 本表仅显示运营中的线路及车站         |                            |                |